# Gaspard Decurtins
 (janvier 2024).
Si vous disposez d'ouvrages ou d'articles de référence ou si vous connaissez des sites web de qualité traitant du thème abordé ici, merci de compléter l'article en donnant les références utiles à sa vérifiabilité et en les liant à la section « Notes et références ».
Caspar (Gaspard) Decurtins, né le 23 novembre 1855 à Trun et mort le 30 mai 1916 à Trun, est une personnalité politique suisse, surnommé "le lion de Trun", et précurseur du catholicisme social.

## Biographie

### Carrière politique
La carrière politique de Gaspard Decurtins commence à l'occasion de la Landsgemeinde du 6 mai 1877. Alors qu'il n'a pas encore atteint l'âge légal pour exercer ses droits, il est proposé parmi les quelque 1300 électeurs, puis élu, au Grand Conseil (« Kreispräsidium ») des Grisons.
En 1881, Johann Rudolf von Toggenburg le choisit comme successeur au Conseiller national. Decurtins prend ensuite la tête, au niveau cantonal puis fédéral, du parti catholique-conservateur (ancêtre de l'actuel Parti démocrate-chrétien suisse), auquel il donne une nouvelle direction, inspirée par son grand projet de réforme sociale catholique.
A l'assemblée fédérale, il soutient avec succès des mesures favorisant la protection sociales des personnes les plus démunies. Il s'engage en faveur du samedi après-midi libre, du repos dominical, pour la création d'un « secrétariat des travailleurs ». Mais il est en même temps farouchement opposé à la nationalisation ferroviaire, à l'établissement d'une banque nationale ainsi qu'à la subvention publique de l'école obligatoire, craignant l'ingérence de l'État dans les affaires scolaires.
Engagé radicalement dans le combat d'idées au nom de sa conception du monde, l'action politique de Decurtins s'inscrit résolument dans l'opposition au système dominant de l'époque. Cependant, lorsqu'il s'accorde avec eux sur des objectifs concrets, notamment dans le domaine social, il agit sans hésiter avec les socialistes et les libéraux : « La faim n'est ni catholique ni protestante », dit-il. Il est ainsi à l'origine, avec le conseiller national radical genevois Georges Favon, d'une motion qui exige l'adoption d'une loi internationale de protection des travailleurs. Cette attitude d'ouverture avec la gauche, qui contraste avec ses idées ultramontaines, lui vaut des critiques assez vives au sein de son propre parti. 
Membre du Conseil d'administration du Chemin de fer rhétique de 1899 à 1902, il est alors également cofondateur en 1907 et membre du comité directeur du Syndicat des paysans suisses jusqu'en 1909

### Carrière universitaire
Après avoir quitté la politique en 1905, Decutins enseigne la sociologie catholique à l'université de Fribourg (chaire d’histoire culturelle, de 1905 à 1914). Comme professeur à cette université, il dirige le « parti français » antimoderniste contre le « parti allemand » soutenu par Pierre-Maurice Masson, Victor Giraud, cela, écrit Émile Poulat, dans son maître-ouvrage sur la crise moderniste, avec l'appui de la population et du clergé.  Il avait déjà joué un rôle majeur dans la création de l'université. À la demande du Conseiller d'État Georges Python, c'était notamment lui qui avait recruté les premiers professeurs.
Decurtins est également l'auteur de la Chrestomathie rétho-romanche.

### Précurseur du catholicisme social
Gaspard Decurtins est la cheville ouvrière de l'Union de Fribourg (Union sociale d'études catholique et économiques) réunie autour de Gaspard Mermillod, dont les travaux sur la "question sociale" constituent un corpus théorique qui servira de base à la réflexion de Léon XIII pour la rédaction de Rerum Novarum. Decurtins a contribué personnellement à l'élaboration des premières ébauches du texte.
En 1887, Decurtins est à l'origine d'une initiative importante qui aboutira à la création de la l'Organisation internationale du travail (OIT). Il obtient en effet du Conseil fédéral la convocation d’une conférence diplomatique sur les questions du travail. Celle-ci se tient en 1890, à Berlin. Le Pape Paul VI rappellera le 10 juin 1969 à Genève, dans un discours à l'assemblée de l'OIT pour le 50e anniversaire de sa fondation "la féconde initiative du catholique Gaspard Decurtins, premier germe d’une Conférence internationale sur le travail".